# Mustad Folkscooter 111

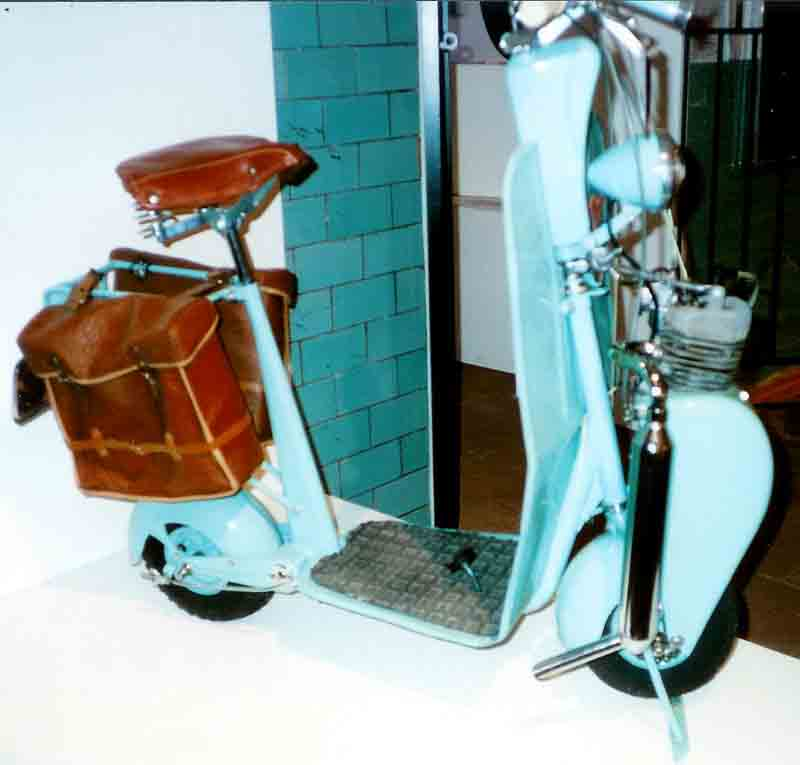
Mustad Folkscooter 111

Mustad Folkscooter 111 var en svensktillverkad mopedskoter, som konstruerades från omkring 1952 av de norska ingenjörerna Bjarne Christensen och Johan Mustad på AB O. Mustad & Son i Göteborg. Den premiärvisades 1954. Den hade vissa gemensamma drag med den tyska Autoflug och den brittiska ABC Scootamota.
Den första prototypen vägde bara 30 kg och hade ett bärhandtag. I serieproduktion blev scootrarna tyngre.
Mustad Folkscooter hade en tysk encylindrig tvåtakts påhängsmotor av typ "AMO FM 50K" från Amo-Motoren GmbH i Berlin-Schöneberg, som utvecklade 1,3 hk vid 4.000 varv/minut. Motorn var placerad över framhjulet för direktdrift per kedja. Hjulen hade 10 x 3"-däck. Maskinen var framtung och hade därför en tendens att lätt volta.
Skotern tillverkades i omkring 1.000 exemplar 1955–1965 av AB Mustad & Son i Göteborg, troligen på dotterbolaget Göteborgs Bult- & Nagelfabriks AB i Lundby. 
Mustad Folkscooter marknadsfördes i Sverige, Norge och Danmark, varvid de som såldes i Sverige hade en motoreffekt på 0,8 hk. År 1957 samarbetade Bjarne Christensen och O. Mustad & Søn med sin agent i Norge, cykeltillverkaren A. Gresvig i Oslo, som från 1957 tillverkade en likadan mopedskoter som den som hade tillverkats i Sverige.
Mustad Folkscooter 111 avbildades av norska postverket på  ett frimärke 2021.